# Hans Peter Künzle
Hans Peter Künzle (Winterthur, 11 mei 1951) is een Zwitsers jazzmusicus en jazzdocent, voormalig hoofd van de Jazzschool in Zürich en directeur van het museum en archief SwissJazzOrama in Uster.

## Biografie
Hij werd geboren in Wintherthur en groeide op in Wangen bei Dübendorf. Toen hij rond vijf jaar oud was, maakte hij zijn eerste muzikale stappen op de accordeon en toen hij dertien was ging hij over op een elektrische basgitaar. Op zijn vijftiende speelde hij in rock- en bluesbandjes. Nadat hij de Swiss Jazz School in Bern afrondde, volgde hij klassieke contrabas bij Yoan Goilav aan het conservatorium van Winterthur en vervolgens nog een cursus aan de Rhythmsection Lab in New York.
Vanaf 1976 was hij professioneel muzikant. In de loop van de jaren speelde hij in talrijke formaties, zoals in de Ursi Baur Band, het Remo Rau Trio, Steffen-Althaus Quartet, Limelight Quartet en de Frets & Heads en voor artiesten als Marianne Racine, Christine Jaccard en Gabriela Tanner.
Van 1987 tot 1999 had hij de leiding over de jazzschool van Zürich die deel uitmaakt van de kunsthogeschool aldaar. Aansluitend had hij tot 2016 de leiding over alle jazzstudies van de kunsthogeschool. Sinds 1997 was hij daarnaast ook docent elektrische en contrabas.
In 2017 kreeg hij de leiding over de SwissJazzOrama, een groot jazzarchief en museum, met de grootste jazzplatenwinkel van Zwitserland dat tevens als locatie dient van jazzoptredens.

## Discografie
- Steffen-Althaus Quartet: City of glass
- Steffen-Althaus Quartet: In between
- Racine-Steffen Group: Buried treasures
- Cheikh Tidiane Niane: Wasi rhythms
- Reshad Feild: The flute maker
- Remo Rau Universal Jazz
- Limelight Quartet

- Gemeinsame Normdatei: 1102540595
- MusicBrainz: f39fe871-1225-41ec-8c27-3afee2783f44
- Virtual International Authority File: 274146513469232212915